# Фелісіті (телесеріал)
«Фелісіті» (англ. Felicity) — американський драматичний телесеріал, створений Джей Джей Абрамсом і Меттом Рівзом та компаніями Touchstone Television і Imagine Entertainment для каналу The WB. Прем'єра телесеріалу відбулася у 1998—2002 роках на каналі The CW та The WB. Виконавчими продюсерами були Браян Грейзер і Рон Говард (компанія Imagine Entertainment).
Серіал розповідає про досвід навчання в коледжі головної героїні Фелісіті Портер (роль якої виконала Кері Расселл), яка навчалася в «Університеті Нью-Йорка» (відсилання до Нью-Йоркського університету), переїхавши всю країну зі свого дому в Пало-Альто, штат Каліфорнія. Телешоу тривало чотири сезони, з 29 вересня 1998 року по 22 травня 2002 року, причому кожен сезон відповідав традиційному розподілу студентів американських університетів на новачків-першокурсників, другокурсників, «молодих» та старшокурсників.
Телесеріал отримав схвальні відгуки критиків. У 2007 році «Фелісіті» увійшла до списку «100 найкращих телешоу всіх часів» журналу Time. TV Line назвав шоу першим серед телесеріалів для студентів.

## Основний зміст
У серіалі головна персонажка розпочинає свій шлях у коледжі, вибираючи не той університет, де її чекала медична кар'єра, а той, де перебуває її коханий Бен. Це рішення викликає занепокоєння батьків, але для Фелісіті це початок власного шляху до самопізнання та розуміння власних бажань. Дія серіалу розгортається в Нью-Йорку, де Фелісіті починає нове життя, знайомлячись з різними людьми та переживаючи моменти щастя, кохання і втрат. Вона розповідає свою історію через аудіощоденник — джерело відвертих сповідей та роздумів над життям. Втім, серед усіх турбот та переживань, Фелісіті шукає справжню сутність свого існування та місце, де їй справді належить бути.

## Епізоди
| Сезон | Кількість епізодів | Прем'єрний показ | Прем'єрний показ |
| Сезон | Кількість епізодів | Початок          | Завершення       |
| ----- | ------------------ | ---------------- | ---------------- |
| 1     | 22                 | 29 вересня 1998  | 25 травня 1999   |
| 2     | 23                 | 26 вересня 1999  | 24 травня 2000   |
| 3     | 17                 | 4 жовтня 2000    | 23 травня 2001   |
| 4     | 22                 | 10 жовтня 2001   | 22 травня 2002   |

Серіал починається з випускного Фелісіті в середній школі, коли вона просить однокласника Бена Ковінгтона, в якого закохана, підписати свій випускний альбом.

## Основний акторський склад
- Кері Расселл — Фелісіті Портер
- Скотт Спідмен — Бен Ковінгтон
- Емі Джо Джонсон — Джулі Емрік
- Тангі Міллер — Елена Тайлер
- Скотт Фолі — Ноель Крейн
- Грег Гранберг — Шон Блумберг
- Аманда Форман — Меган Ротунді
- Ієн Гомес — Хав'єр Клементе Квінтата